# 1771.
◄ | 17. stoljeće | 18. stoljeće | 19. stoljeće | ►
◄ | 1740-ih | 1750-ih | 1760-ih | 1770-ih | 1780-ih | 1790-ih | 1800-ih | ►
◄◄ | ◄ | 1768. | 1769. | 1770. | 1771. | 1772. | 1773. | 1774. | ► | ►►
Arhitektura • Astronomija • Biologija • Glazba • Kazalište • Kemija • Kiparstvo • Knjige • Književnost • Kršćanstvo • Medicina • Politika • Pravo • Promet • Slikarstvo • Znanost

## Događaji
- Izašao je Nouvi Zákon veliko i važno djelo na prekomurskom jeziku, koji je osnova prekmomurskoga književnoga jezika, preveo je Štefan Küzmič.
- Za promet osposobljena Karolinska cesta.

## Rođenja
- 15. kolovoza – Walter Scott, škotski književnik

## Vanjske poveznice
|  | Zajednički poslužitelj ima još gradiva o temi 1771. |